# Bristol Lodekka
Der Bristol Lodekka war ein von Bristol Commercial Vehicles in England gebauter Doppeldeckerbus mit einer niedrigeren Gesamthöhe als die sonstigen britischen Doppeldeckbustypen, sodass er auch auf Straßen mit niedrigen Brückendurchfahrten eingesetzt werden konnte (englisch: lowbridge).
Bristol Commercial Vehicles produzierte zwischen 1949 und 1968 über 5200 Exemplare für die staatlichen Busbetriebe im Vereinigten Königreich. Alle Fahrzeuge hatten einen von den Eastern Coach Works (ECW) hergestellten Aufbau. Der Bus besaß ein halbseitiges Führerhaus. Das Unterdeck war niedriger ausgeführt, um die Gesamthöhe des Fahrzeugs zu verringern. Die ersten Busse der Serien LD sowie die Serien FL und FS hatten den Einstieg für Fahrgäste hinten im Heck über eine Plattform mit der hier befindlichen Treppe zum Oberdeck. Bei den Serien FSF und FLF befand sich der Einstieg und die Treppe direkt hinter der Vorderachse. Die meisten Fahrzeuge wurden von Fünf- bzw. Sechszylinder-Dieselmotoren von Gardner angetrieben, bei einigen wurden Motoren von Bristol oder Leyland verwendet. Nachdem ab dem Ende der 1960er Jahre in Großbritannien der Einmannbetrieb (ohne Schaffner) für Doppeldeckerbusse gesetzlich erlaubt wurde, wurden die Lodekkas zunehmend von moderneren Bussen mit Einstiegen vor der Vorderachse (z. B. Leyland Atlantean und Bristol VRT) verdrängt. Ein Teil der Lodekkas fand als Fahrschulfahrzeuge Verwendung. Die Firma Top Deck Travel baute zwischen 1973 und 1997 ungefähr hundert Busse zu decker-home-Wohnmobilen um. Abnehmer des Lodekka waren verschiedene Busunternehmen in Großbritannien. In London ansässige Busunternehmen beschafften keine Lodekkas, der Bus wurde aber von den Busbetrieben Thames Valley und Eastern National auf Linien in die britische Hauptstadt eingesetzt.
Der Bristol Lodekka wurde auch von Dennis in Lizenz produziert und als Dennis Loline vertrieben.
In den 1970er Jahren wurde der Bus durch die britische Fernsehserie On the Buses mit Reg Varney und Bob Grant populär.

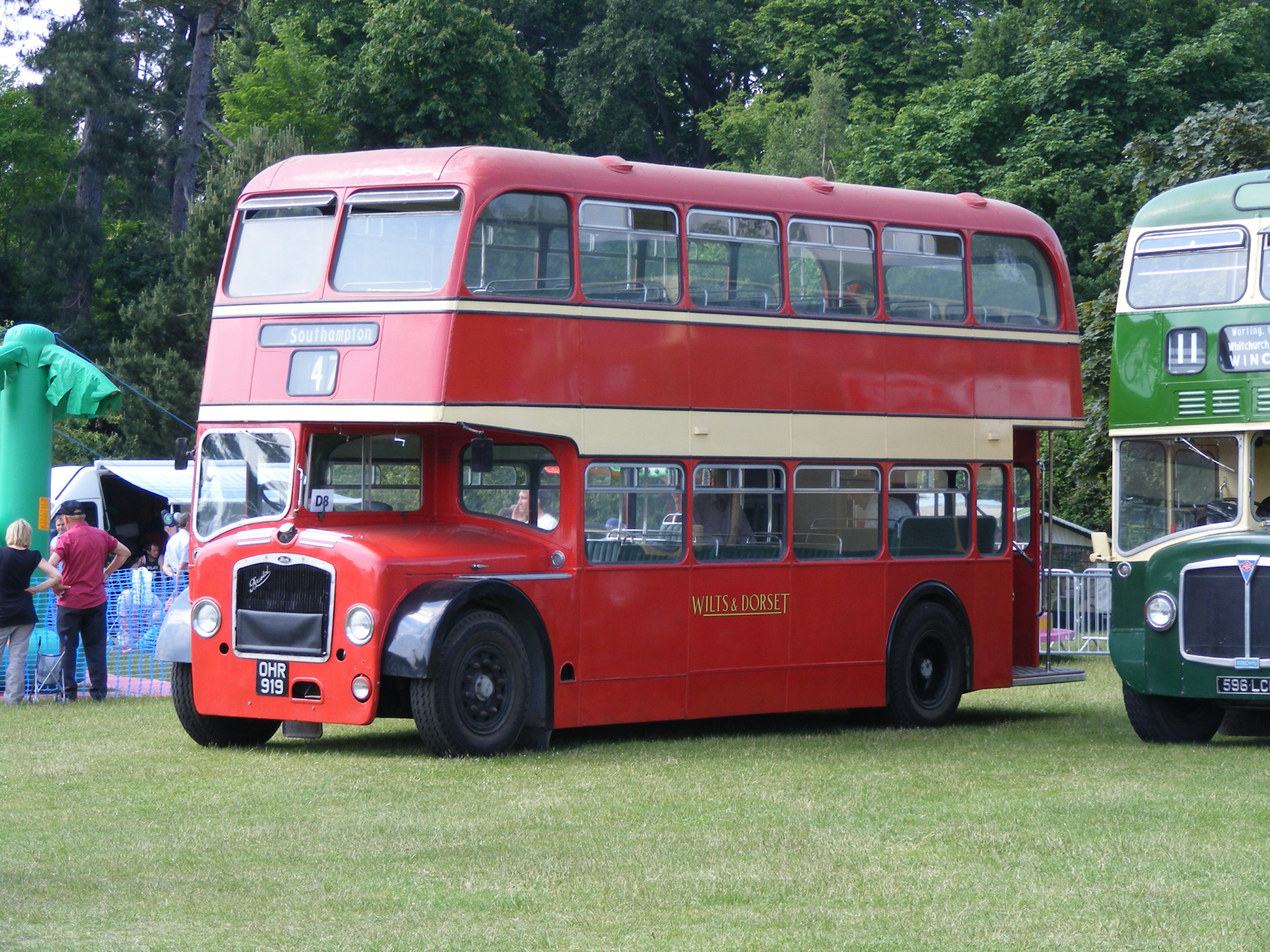
Bristol Lodekka LD
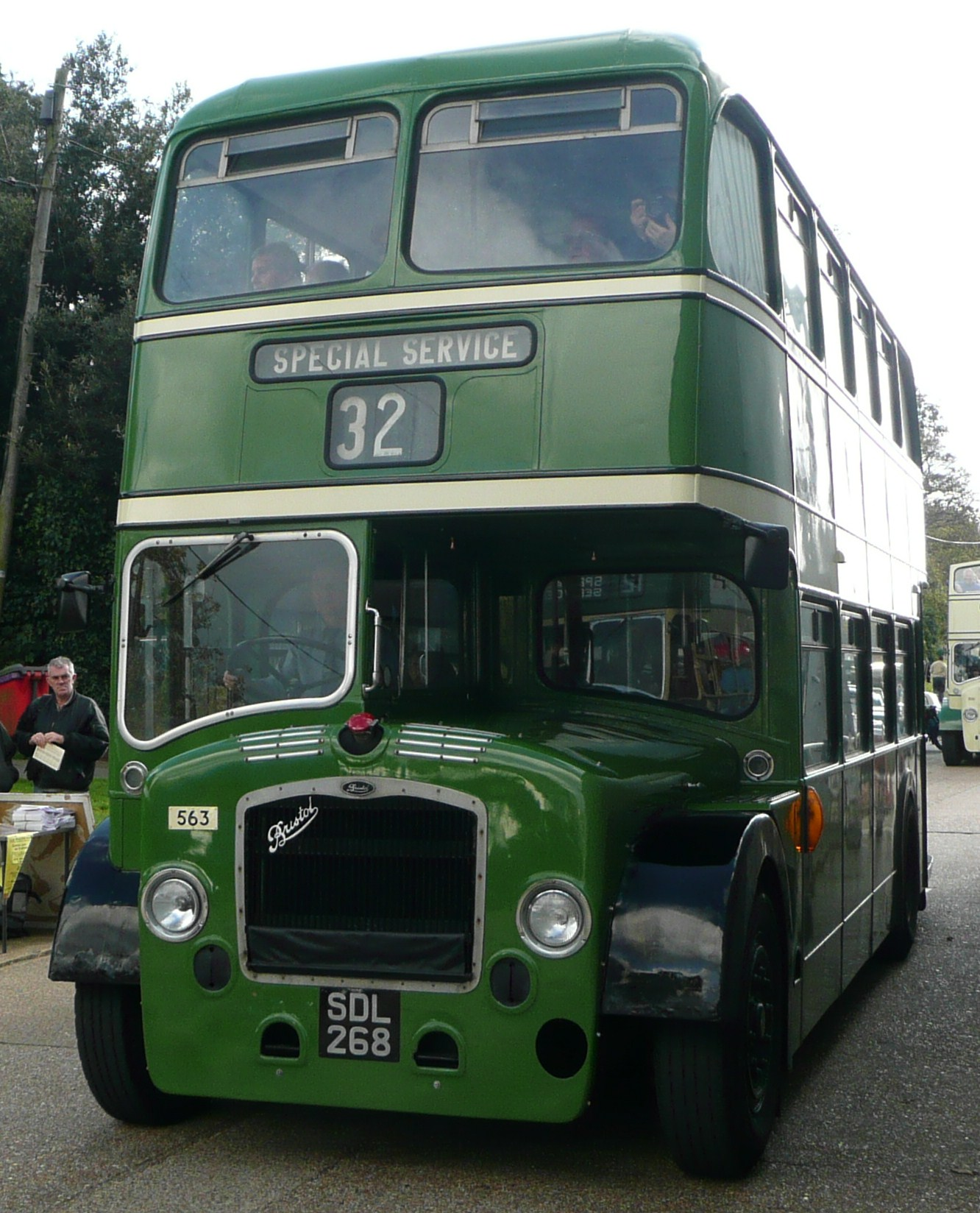
Bristol Lodekka LDL
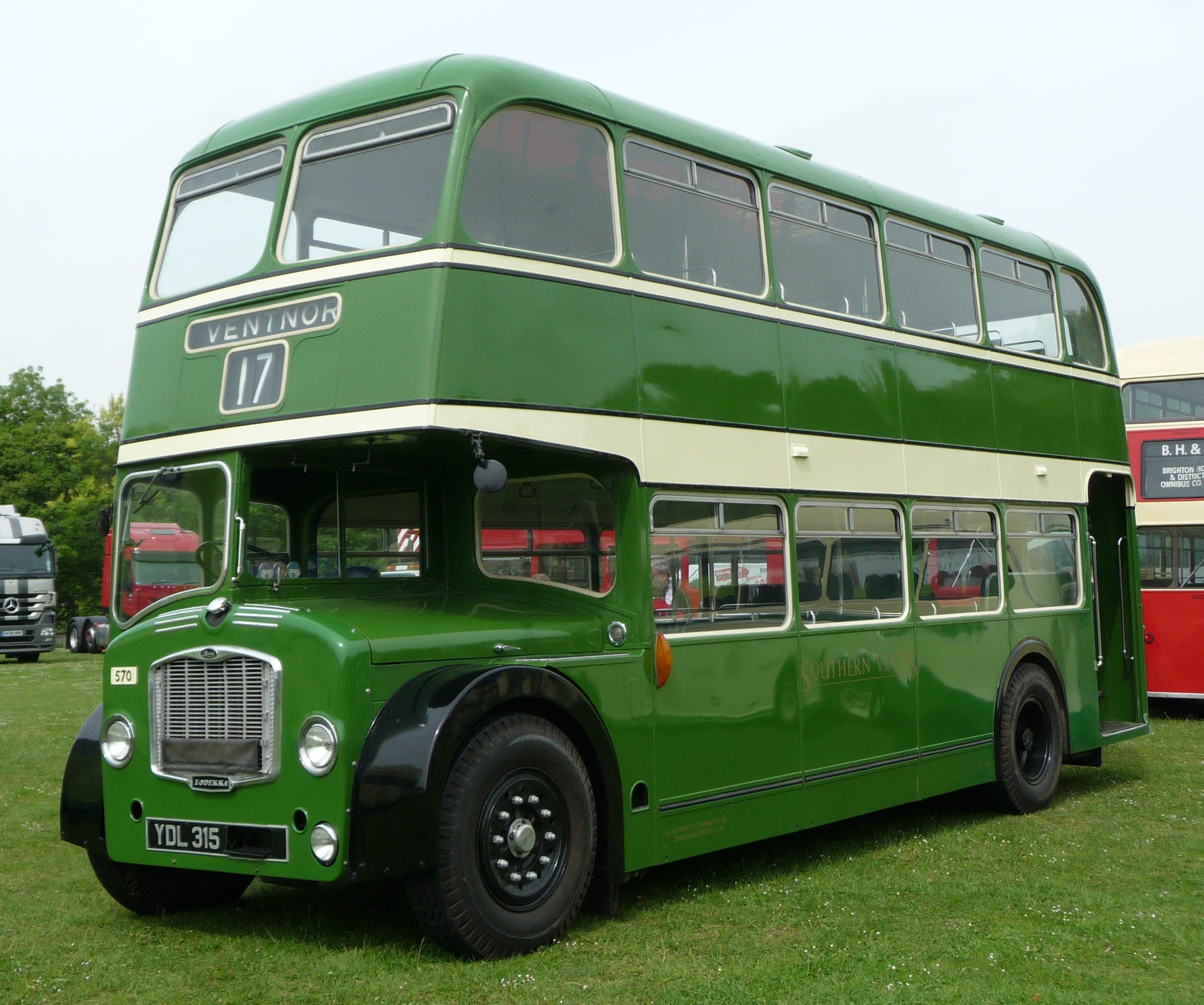
Bristol Lodekka FS mit offener Einstiegsplattform
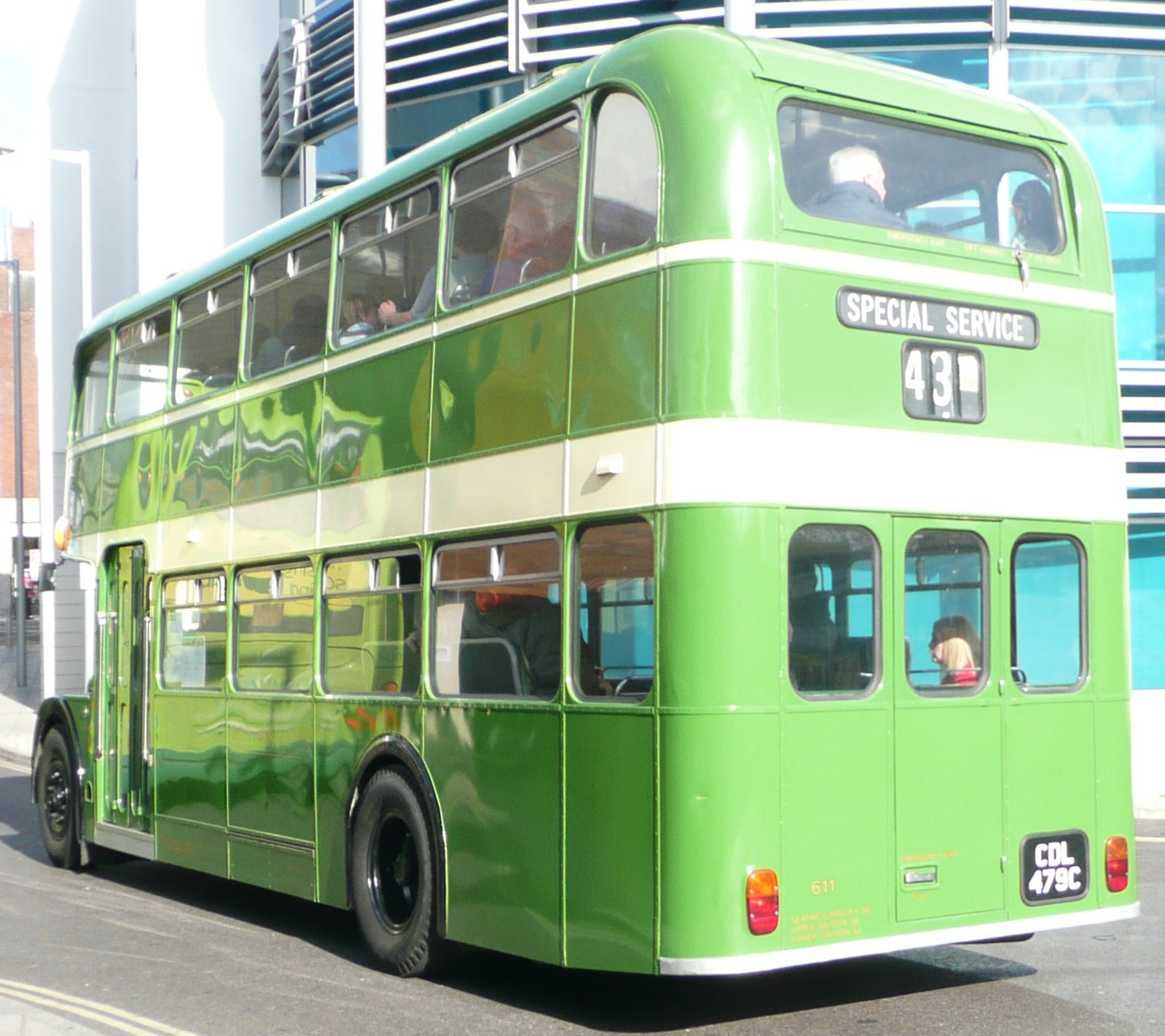
Bristol Lodekka FLF